# Estadio Municipal de Ciruelito
Estadio Municipal de Ciruelito – wielofunkcyjny stadion znajdujący się w mieście Ciruelito w Panamie. Na tym stadionie swoje mecze rozgrywa drużyna piłkarska Sporting Cocle. Stadion może pomieścić 1000 widzów.